# Atlas (jeu vidéo)
Pour les articles homonymes, voir Atlas.
Atlas est un jeu vidéo MMO de survie développé par le studio égyptien Instinct Games et édité par Grapeshot Games pour Microsoft Windows et Xbox One, disponible en accès anticipé. Situé dans un monde pirate, les joueurs doivent satisfaire les besoins et lutter contre les ennemis tout en recherchant des trésors et en explorant.

## Système de jeu
Dans le jeu Atlas, les joueurs peuvent créer leurs propres pirates, avec des paramètres réglables tels que la couleur de la peau. Avant d'entrer, le jeu donne le choix entre un serveur PvE ou PvP, le serveur PvP permet aux autres joueurs d'attaquer à tout moment. Similaire à Ark: Survival Evolved, c'est un jeu de survie où le but est de vivre le plus longtemps possible. Il y a quatre niveaux de vitamines à suivre en mangeant de la viande, des légumes, des fruits et du poisson. Le faire au-delà des limites donne aux joueurs un effet de statut comme un écran flou et une barre de santé réduite. En plus de cela, d'autres statistiques doivent être remplies, comme les besoins en eau, ce qui peut entraîner une déshydratation si cela est ignoré. Pour construire quelque chose, il faut rassembler suffisamment de ressources en coupant des arbres et en brisant des pierres, ce qui consomme un peu de santé. La construction d'un navire est possible en construisant les pièces nécessaires et en remplissant ses réserves de nourriture et d'armes.
Les îles contiennent diverses créatures, certaines étant des prédateurs (ours, lion, tigre), donnant les ressources après la défaite. Cependant, tout le monde a la capacité d'apprivoiser certains animaux, ce qui implique de les piéger et de les nourrir pour gagner leur confiance.
Atlas encourage les joueurs à se connecter en groupes nommés "compagnies". Dans n'importe quel serveur, un terrain doit être revendiqué afin de l'utiliser comme base, soit comme défi de bataille, soit volé à un utilisateur hors ligne. Conçu pour être environ 1200 fois plus grand que dans Ark, le monde du jeu est capable de gérer 40 000 joueurs à la fois. La carte est séparée en une grille, où chaque segment peut contenir soit la terre soit l'océan, et ne peut contenir qu'un nombre fixe de pirates.

## Développement
Le jeu a été initialement annoncé lors des Game Awards 2018. Cette révélation surprise a été faite pour donner aux joueurs une attention complète à Atlas, plutôt que de le diffuser tout au long de l'année. Cela a également obligé le lancement du jeu à se produire sans exécuter un test bêta ouvert réel. Le jeu est développé par Grapeshot Games, une équipe dérivée de Studio Wildcard, dirigée par Jeremy Stieglitz et Jesse Rapczak.
Fin janvier 2019, les serveurs d'Atlas se sont déconnectés avec un rollback, afin d'enquêter sur le problème d'un certain nombre de tricheurs utilisant des glitch. Dans un communiqué, Grapeshot Games a révélé que les apparitions ont été rendues possibles, en raison d'un compte Steam compromis appartenant à l'un des administrateurs du jeu. Le pirate informatique s'en est servi pour se connecter au serveur et modifier les paramètres. Trois jours plus tard, plusieurs joueurs ont abusé d'une erreur technique et ont continué à ajouter des animaux avec un message répétable disant "Abonnez-vous à PewDiePie", forçant les développeurs à annuler les erreurs et à interdire plusieurs comptes.
En avril 2019, la mise à jour 1.5 a été lancée. Elle a apporté des améliorations au serveur de stabilité et ajouté de nouveaux contenus, tels que de nouvelles quêtes et un mode Colonies. Colonies a été créé pour résoudre le problème d'Atlas qui était inaccessible aux joueurs occasionnels participant à de plus petits groupes.